# باشگاه فوتبال سائو پائولو
باشگاه فوتبال سائو پائولو (به زبان پرتغالی :São Paulo Futebol Clube) یک باشگاه فوتبال برزیلی است که در شهر سائو پائولو قرار دارد.
این باشگاه در سال ۱۹۳۰ میلادی تأسیس شد و در حال حاضر موفق‌ترین باشگاه فوتبال برزیل در زمینه جام‌های بین‌المللی و یکی از بهترین باشگاه‌های آمریکای لاتین است. از بازیکنان بزرگ تاریخ فوتبال باشگاه سائوپائولو می‌توان از کاکا، دنی الوز و کازمیرو نام برد.

## بازیکنان برجسته
کاکا (بازیکن فوتبال)
دنی آلوز
کازمیرو
روژریو سنی
کافو
الکساندر پاتو
لوئیس فابیانو
دیگو تاردلی
ریوالدو
لوسیو
آنتونی (بازیکن فوتبال)
لوکاس مورا
خامس رودریگز

## افتخارات
بین‌المللی
- جام جهانی باشگاه‌ها

قهرمان (۱): ۲۰۰۵
- جام بین قاره‌ای

قهرمان(۲): ۱۹۹۲، ۱۹۹۳
- جام رامون ده کارانزا

قهرمان (۱): ۱۹۹۲
- جام دوستانه یورو-آمریکا

قهرمان (۱): ۱۹۹۹
قاره‌ای
- جام لیبرتادورس

قهرمان (۳): ۱۹۹۲، ۱۹۹۳، ۲۰۰۵
نایب قهرمان (۳): ۱۹۷۴، ۱۹۹۴، ۲۰۰۶
- جام سودامریکانا

قهرمان (۱): ۲۰۱۲
نایب قهرمان (۱): ۲۰۲۲
- رکوپا سودامریکانا

قهرمان (۲): ۱۹۹۳، ۱۹۹۴
نایب قهرمان (۲): ۲۰۰۶، ۲۰۱۳
- سوپرکوپا لیبرتادورس

قهرمان (۱): ۱۹۹۳
نایب قهرمان (۱): ۱۹۹۷
- کوپا کونمبول

قهرمان (۱): ۱۹۹۴
- کوپا مستر د کونمبول

قهرمان (۱): ۱۹۹۶
ملی
- سری آ برزیل

قهرمان (۶): ۱۹۷۷، ۱۹۸۶، ۱۹۹۱، ۲۰۰۶، ۲۰۰۷، ۲۰۰۸
نایب قهرمان (۶): ۱۹۷۱، ۱۹۷۳، ۱۹۸۱، ۱۹۸۹، ۱۹۹۰، ۲۰۱۴
- جام حذفی فوتبال برزیل

قهرمان (۱): ۲۰۲۳
نایب قهرمان (۱): ۲۰۰۰
- سوپر جام فوتبال برزیل

قهرمان (۱): ۲۰۲۴
ایالتی/ بین ایالتی
- لیگ پائولیستا

قهرمان (۲۲): ۱۹۳۱، ۱۹۴۳، ۱۹۴۵، ۱۹۴۶، ۱۹۴۸، ۱۹۴۹، ۱۹۵۳، ۱۹۵۷، ۱۹۷۰، ۱۹۷۱، ۱۹۷۵، ۱۹۸۰، ۱۹۸۱، ۱۹۸۵، ۱۹۸۷، ۱۹۸۹، ۱۹۹۱، ۱۹۹۲، ۱۹۹۸، ۲۰۰۰، ۲۰۰۵، ۲۰۲۱
نایب قهرمان (۲۵)
- سوپرکامپیوناتو پائولیستا

قهرمان (۱): ۲۰۰۲
- تورنمنت ریو-سائو پائولو

قهرمان (۱): ۲۰۰۱
نایب قهرمان (۴): ۱۹۳۳، ۱۹۶۲، ۱۹۹۸، ۲۰۰۲